# Jan Vaník
Jan Vaník   (Praga, 7 de maig de 1891 - 12 de juny de 1950) és un exfutbolista txec de la dècada de 1910.
Fou 12 cops internacional amb la selecció txecoslovaca amb la qual participà en els Jocs Olímpics d'Estiu de 1920.
Pel que fa a clubs, defensà els colors de AC Sparta Praga i SK Slavia Praga.